# Carlet
Carlet é um município da Espanha, na província de Valência, Comunidade Valenciana. Tem 45,6 km² de área e em 2021 tinha 15 851 habitantes (densidade: 347,6 hab./km²). Pertence à comarca da Ribera Alta e limita com os municípios de L'Alcúdia, Alfarp, Alginet, Benimodo, Catadau, Guadassuar, Massalavés e Tous.